# Annunciazione 598

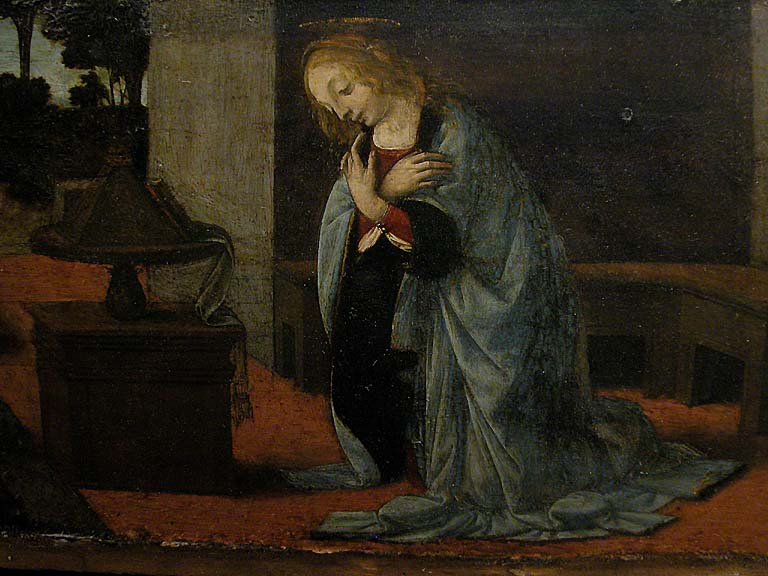
Dettaglio

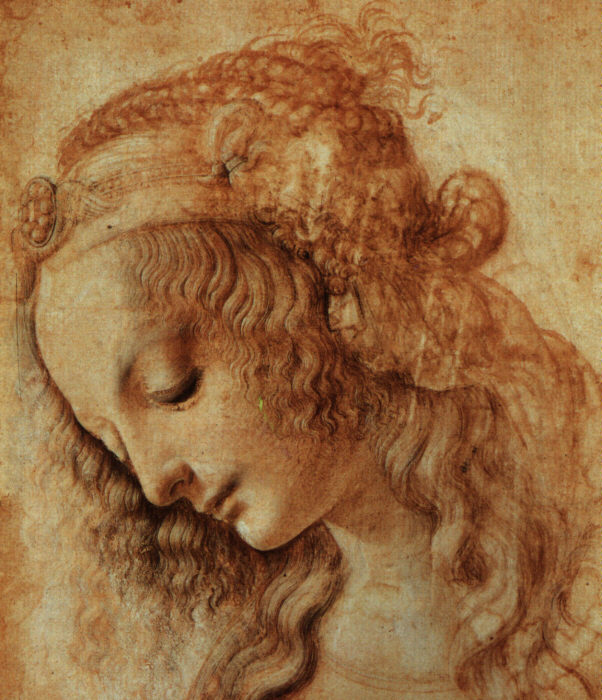
Il disegno al Gabinetto dei Disegni e delle Stampe degli Uffizi

L'Annunciazione è un dipinto a tempera su tavola (16x60 cm), attribuito a Lorenzo di Credi o a Leonardo da Vinci, databile tra il 1475 e il 1478 circa e conservato nel Museo del Louvre di Parigi (n. di catalogo M.I. 598).

## Storia
La tavoletta fa parte della predella della pala della Madonna di Piazza del Duomo di Pistoia, uscita dalla bottega di Andrea del Verrocchio alla fine degli anni settanta.
La pala centrale è attribuita a Lorenzo di Credi (in loco) e altri scomparti di predella sono attribuiti al di Credi e a Perugino. Smembrata in un'epoca imprecisata, la tavoletta entrò nel Louvre nel 1863, tramite acquisto sul mercato antiquario.

## Descrizione e stile
L'Angelo Gabriele è appena planato sul giardino davanti all'abitazione di Maria (allusione all'hortus conclusus) e la benedice con un gesto, mentre Maria reclina dolcemente il capo in segno di accettazione, incrociando anche le braccia al petto. Davanti a lei si vede un leggio ligneo, una sorta di badalone, e a destra si intravede la casa con pancali lungo il perimetro esterno e la porta aperta, al cui interno tradizionalmente si vedrebbe la stanza vuota di Maria. In lontananza alcuni alberi scandiscono il paesaggio e si intravede un paesaggio azzurrino di montagne sfocate dalla foschia.
L'attribuzione è stata oggetto di notevoli incertezze e perplessità. La "realizzazione artistica piuttosto mediocre" (Wasserman, 1982) infatti farebbe escludere la mano di Leonardo, la cui attribuzione si basa tuttavia su un disegno conservato agli Uffizi (n. 438 E) in cui si vede una testa femminile reclinata verso il basso che, in scala minore, si ritrova nella Vergine annunciata del Louvre. Il divario qualitativo tra il disegno, sicuramente autografo, e la tavoletta è comunque molto marcato e anche la tecnica a tempera non appartiene al linguaggio leonardesco, che a quell'epoca avanzava già nella sperimentazione della pittura a olio. In ogni caso non si tratta di elementi sufficienti ad escludere del tutto l'attribuzione. Potrebbe infatti trattarsi di un'opera in cui era richiesto un impegno "minimo", condensando in pochi tratti corsivi uno studio di repertorio, probabilmente effettuato dal reale.